# هايدي رايشينك
هايدي رايشينك (بالألمانية: Heidi Reichinnek) هي سياسية ألمانية من مواليد 19 أبريل 1988 ونائب في البوندستاغ من حزب اليسار . تشغل منذ عام 2024 منصب زعيم مشارك لحزب اليسار في البوندستاغ .

## السيرة الذاتية
أصبحت رايشينك مهتمة بالسياسة في سن مبكرة، حيث عارضت إصلاحات هارتز الرابع ودعمت المساواة بين الجنسين والرعاية الاجتماعية. وفي الجامعة، أمضت فصل دراسي في الخارج في القاهرة في خضم الربيع العربي وشهدت الثورة المصرية، مما زاد من اهتمامها بالسياسة. انضمت رايشينك إلى حزب اليسار عام 2015 وانتُخبت لمجلس مدينة أوسنابروك في العام التالي. ترشحت في انتخابات ولاية ساكسونيا السفلى عام 2017، واحتلت المركز السابع في قائمة الحزب، لكنها لم تُنتخب. في عام 2019، أصبحت رئيسة فرع ساكسونيا السفلى للحزب اليساري.
تنافست على دائرة مدينة أوسنابروك في الانتخابات الفيدرالية لعام 2021 (قائمة الدوائر الانتخابية للبوندستاغ ‏). جاءت في المركز الخامس لكنها انتُخبت لعضوية البوندستاغ على قائمة الولاية. داخل الحزب، كانت تعتبر من مؤيدي سارة فاجنكنيشت، وفي عام 2019 وقعت على خطاب مفتوح تشكر فيه فاجينكنيخت على عملها السياسي. في مؤتمر اليسار الفيدرالي في يونيو 2022، ترشحت رايشينك دون جدوى لمنصب القيادة المشتركة للحزب،kji ‏ وفازت بـ 199 صوتًا (35.8٪) مقابل 319 صوتًا لـ جانين ويسلر ‏ (57.5٪).
في فبراير 2024، انتُخبت رايشينك كزعيمة مشاركة لمجموعة اليسار المعاد تنظيمها في البوندستاغ إلى جانب سورين بيلمان ‏، متغلبة على كلارا بونغر ‏ بـ 14 صوتًا مقابل 13. تم ترشيحها كواحدة من المرشحين الرئيسيين لليسار في الانتخابات الفيدرالية الألمانية لعام 2025، إلى جانب جان فان أكين.
في يناير 2025 انتشر مقطع فيديو لريتشينيك على نطاق واسع بسبب خطابها في البوندستاغ، عندما أدانت الاتحاد الديمقراطي المسيحي لتعاونه مع حزب البديل من أجل ألمانيا اليميني المتطرف عندما حاول كلاهما تمرير مشروع قانون يدفع إلى فرض قيود أكثر صرامة على المهاجرين غير الشرعيين؛ حيث اتهمت الاتحاد الديمقراطي المسيحي بما أسمته "تمهيد الطريق لعودة الفاشية". حصد الفيديو أكثر من 30 مليون مشاهدة على تيك توك، ويُنسب إليه تعزيز دعم اليسار في استطلاعات الرأي وبين الشباب اليساري في أوائل عام 2025، قبل الانتخابات المقبلة مباشرة. زادت ظهورات حملة ريتشينيك وخطاباتها في الحضور، حيث أشارت إليها صحيفة
دي تاغيستسايتونغ باعتبارها "نجمة وسائل التواصل الاجتماعي" للحزب.
بصفتها زعيمة، أعطت رايشينك الأولوية لمعالجة التفاوت الاقتصادي في ألمانيا، بما في ذلك تأميم الإسكان دون تعويض، وإضفاء الشرعية على المخدرات الصلبة، ومضاعفة إعانات البطالة، وفرض قيود أكثر صرامة على الإيجار. تدعم رايشينك السياسات الاجتماعية التقدمية، مثل كونها مؤيدة للتلقيح الاصطناعي، والاعتراف بجميع الجنسين، وسهولة الوصول إلى الرعاية التي تؤكد على النوع الاجتماعي، ودعم "النقابات العمالية المثلية"؛ كما انتقدت زميلتها اليسارية سارة فاجنكنيشت بعد معارضتها للتشريع لدعم حقوق المتحولين جنسياً. تدعم رايشينك أيضًا إعادة التوزيع الاقتصادي المتزايد، وقبول اللاجئين طالبي اللجوء في ألمانيا، وإلغاء تجريم الإجهاض.

## المواقف
تتمتع رايشينك بالتزام خاص تجاه سياسة الأطفال والشباب والأسرة والمرأة وكانت المتحدثة باسم حزبها بشأن سياسة المرأة. في مؤتمر الحزب اليساري عام 2024 في هاله أنهالت، تحدثت ضد العسكرة وقالت إن الحزب اليساري يجب أن يصبح أكثر نشاطًا على المستوى المحلي في الجمعيات المحلية والنقابات العمالية.
وقال رايشينك في مقابلة أجريت معه عام 2025 إن المليارديرات يشكلون تهديدا للديمقراطية. ويمكن رؤية ذلك في مثال إيلون ماسك. ولن يكون لها تأثير كبير على النظام السياسي فحسب، بل إنها ستضر أيضًا بالناس والبيئة.

## الحياة الاجتماعية
لدى ريتشينيك وشم على ذراعها ‏ للأيقونة التاريخية الماركسية روزا لوكسمبورغ.
تنشط رايشينك بشكل متزايد في وسائل التواصل الاجتماعي، ولديها أكثر من مليون متابع عبر منصات التواصل الاجتماعي. بفضل مقاطع الفيديو القصيرة السياسية والاستفزازية في بعض الأحيان، حققت رايشينك واحدة من أعلى معدلات الوصول لأي سياسي على بوابة الفيديو تيك توك. من خلال خطاب ألقته رايشينك نتيجة للمناقشة حول قانون الحد من التدفق - والذي غالبًا ما يتم استقباله على أنه "خطاب جدار الحماية" - حصدت ملايين المشاهدات على وسائل التواصل الاجتماعي وزادت عدد متابعيها على إنستغرام من 130.000 إلى 288.000 وعلى تيك توك من 348.000 إلى 460.000.[16] أفادت مجلة شتيرن في منشوراتها على وسائل التواصل الاجتماعي ستوفر للحزب "الدفعة المطلوبة" قبل الانتخابات الفيدرالية لعام 2025.
أصدر مغنيا الراب إم سي سموك وفروتي لوك أغنية هايدي ريتشينك (Freestyle فري ستايل) في يناير 2025. تحتوي الكلمات على ذكر ريتشينك بالاسم، قائلة: "أعطها للفقراء، أعطها للوسط، خذها بعيدًا عن الأغنياء - عندما أفكر، أريد أن أفكر مثل هايدي ريتشينك - نعم، أرفض كل الهراء اليميني." ظهرت ريتشينك ومغني الراب أيضًا في مقطع فيديو مشترك على تيك توك.

## روابط خارجية
- قالب:Biographie beim Deutschen Bundestag
- Heidi Reichinnek Eigene Internetpräsenz
- قالب:Abgeordnetenwatch
- Heidi Reichinnek auf X (ehemals Twitter)
- Heidi Reichinnek auf إنستغرام
- Heidi Reichinnek auf تيك توك